# George Brown Tindall
George Brown Tindall (ur. 26 lutego 1921 w Greenville, zm. 2 grudnia 2006 w Chapel Hill) – amerykański profesor historii.

## Życiorys
Urodził się 26 lutego 1921 w Greenville. Studiował na Furman University, a w 1942 roku wstąpił do amerykańskich sił powietrznych, gdzie pracował jako kryptograf podczas II wojny światowej. W 1948 roku uzyskał magisterium z historii, a trzy lata później doktorat na Uniwersytecie Karoliny Północnej. Wykładał na Eastern Kentucky University, Uniwersytecie Mississippi i Uniwersytecie Stanu Luizjana, a w 1958 roku został profesorem na Uniwersytecie w Chapel Hill. W swojej pracy akademickiej zajmował się między innymi zagadnieniami segregacji rasowej i metodycznego pozbawiania Afroamerykanów praw wyborczych. W 1990 roku przeszedł na emeryturę. Zmarł 2 grudnia 2006 roku w Chapel Hill.

## Życie prywatne
W 1946 roku ożenił się z Carliss Blossom McGarrity, z którą miał dwoje dzieci: syna Bruce’a i córkę Blair.

## Publikacje
Lista:
- America: a narrative history (współautor: David Shi, tom 1 – 1989, tom 2 – 1992)
- The emergence of the new South, 1913-1945 (1967)
- South Carolina Negroes, 1877-1900 (1970)
- Historia Stanów Zjednoczonych (współautor: David Shi, 2002)